# 水不足

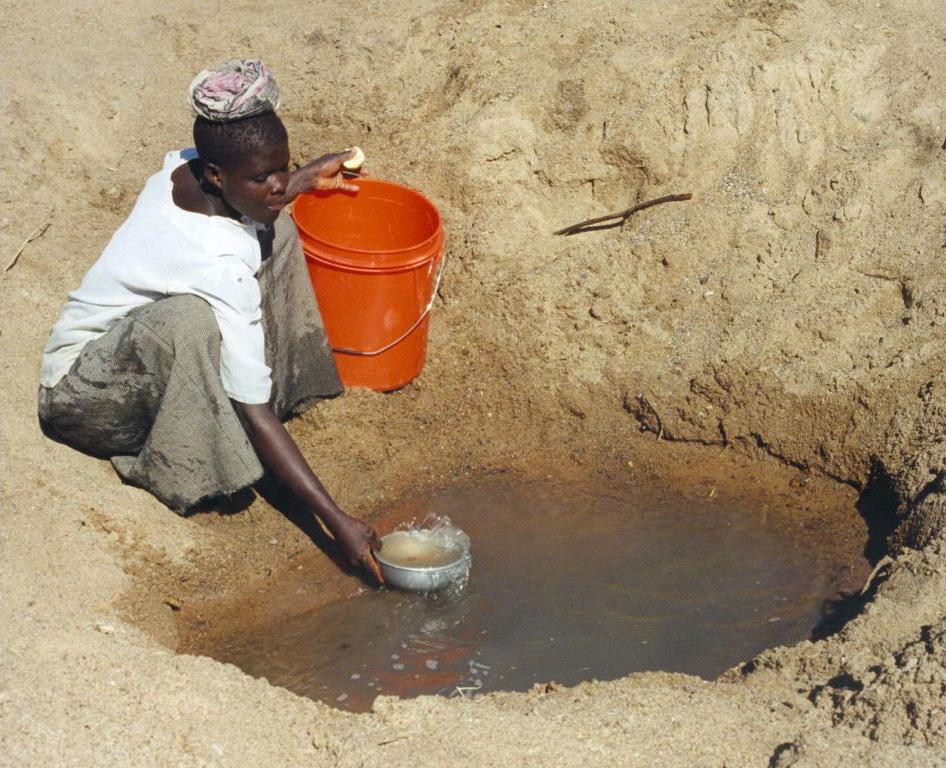
枯れた水源から水を汲む女性（タンザニア）

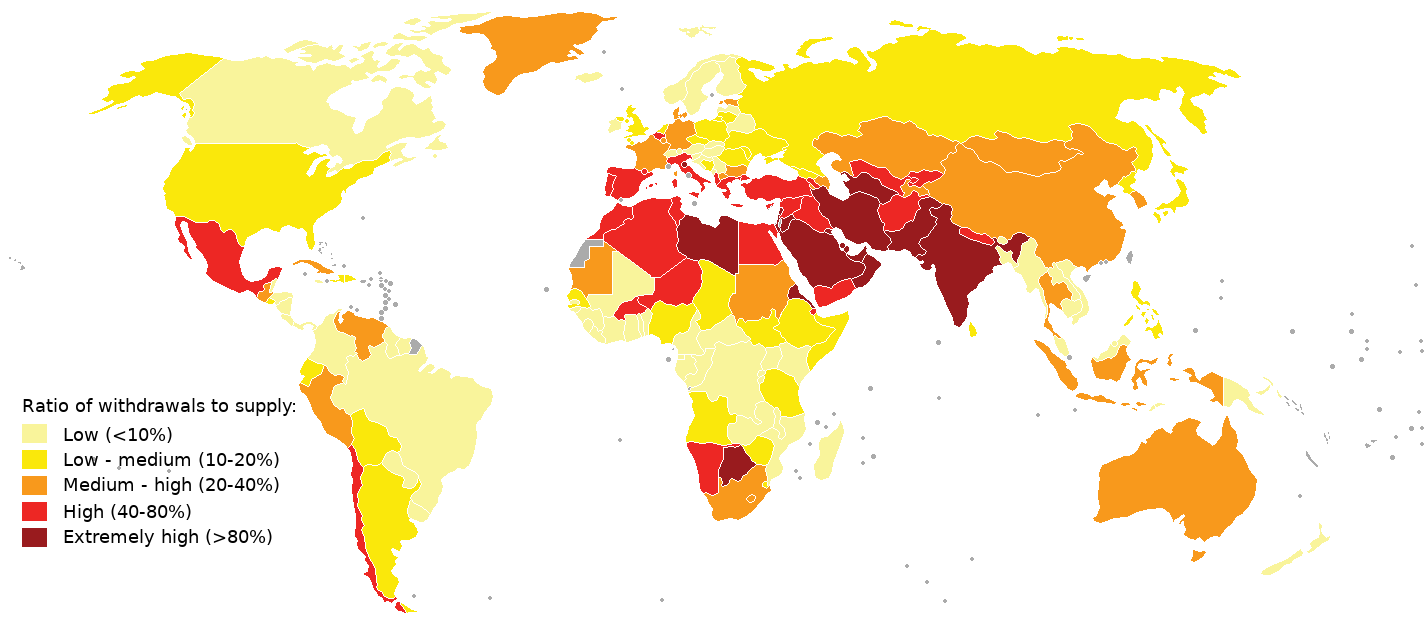
世界における2019年のウォーターストレス

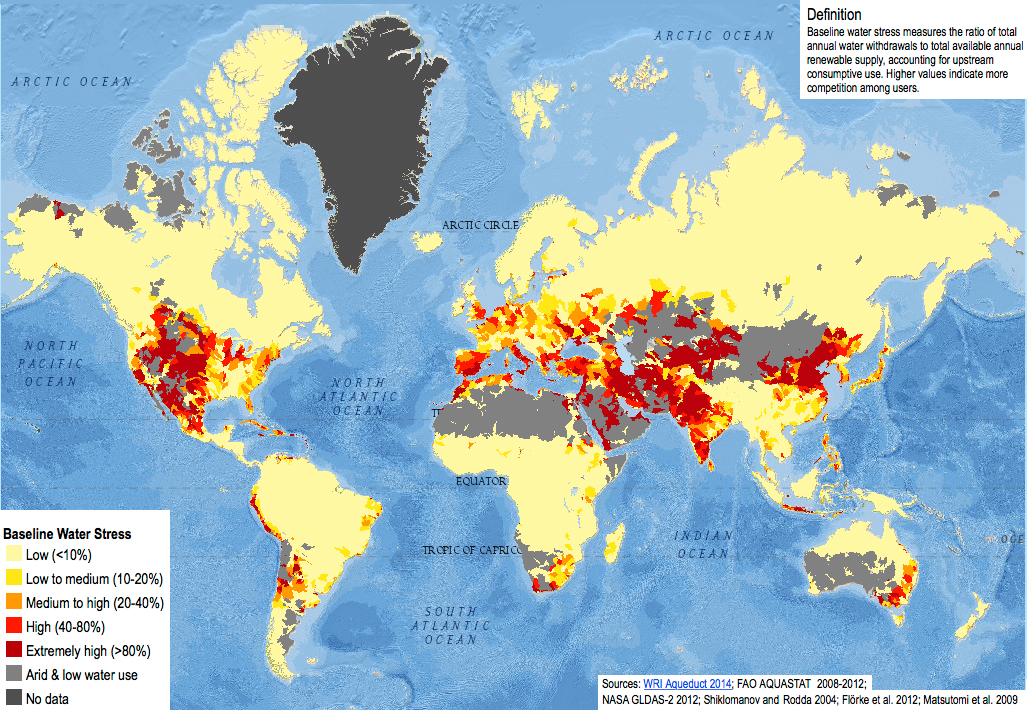
川の上流などでの利用を考慮した図

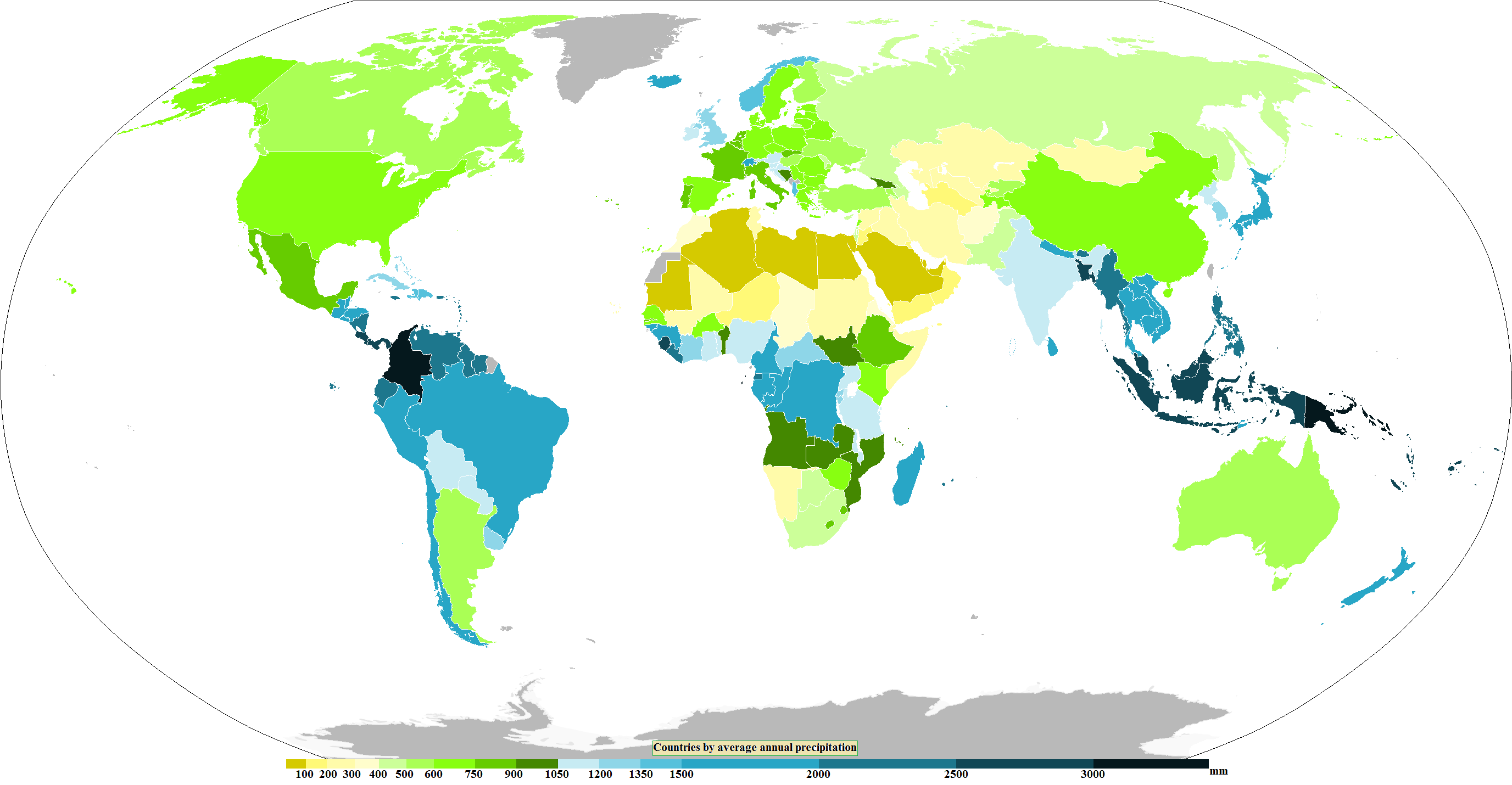
世界の年間降水量。雨水は多くの動植物を養える量が降っているが、その分布は国によって不平等となっている。

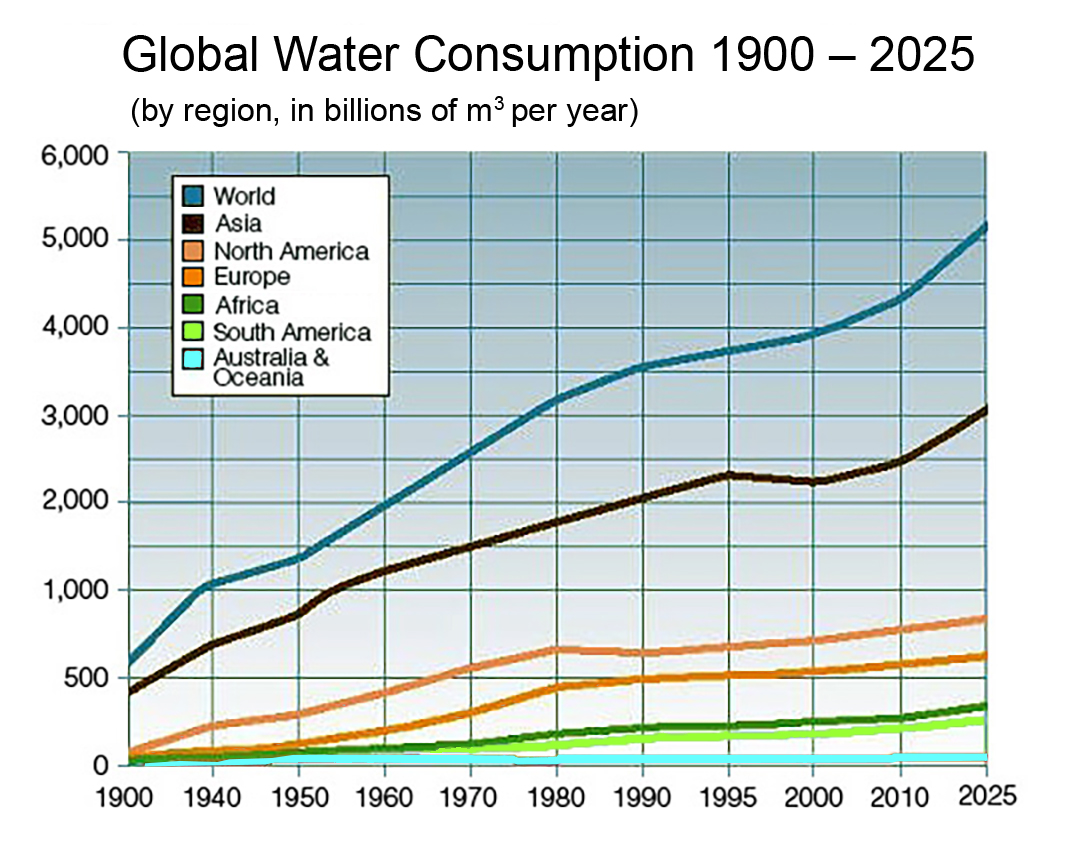
世界の水消費量1900〜 2025年

水不足（みずぶそく、英: Water scarcity） とは、水資源が物理的もしくは経済的に十分でなく、水利用が十分に行えなくなること。水不足が起こることで、食糧危機、工場停止、安全な飲料水を確保できず水系感染症が蔓延するなどが起こる。水不足が深刻化した場合を渇水という。

## 概要
地球上の淡水は、地球上の水の2.5%程度に過ぎず、さらに淡水の70％が氷河などの氷や雪の形であり、加えて地下水のように直接取り出せない形ともなるため人類が利用できる水の量は多くない。
人類が活用しやすい地下水や表流水も、水道法等に定められたヒ素などの有害物質基準を超えたり、病原菌が存在する場合は直接使用できない。水にヒ素が多いインドやバングラデシュでは水監視員を配置して水中有害物質についての周知と井戸のヒ素除去装置の動作確認を行っている。
また、地下水にも限りがあり、過剰に取水すると地盤沈下などが起きて、やがて尽きる。降水量が少ない地域では古代からの降水や水の流入で帯水層へ溜まった化石水という地下水が使われるが、この水は一度尽きてしまうと降水量も無いため回復することがない。

## ウオーターストレス（水ストレス）
水問題について研究している水文学者マリン・ファルケンマークは年間の給水量が1人あたり年間1,700立方メートルを下回るとウオーターストレスが起きていると提唱し、逼迫度を示すファルケンマーク指標（FI：Falkenmark Index）を導入した。
こういった考え方は植物にも適用できる。

## 原因と対策
原因
- 旱魃（かんばつ）
- 川の上流での開発：灌漑・ダム
- 山などで水分保持の崩壊：森林破壊・焼畑農業
- 水質汚染などの環境破壊
- 水道が何かしらの事情で使えなくなる断水
- 気候変動、砂漠化
- 人口増加、農業・工業などの需要増加

対策
- 輸送：水路、パイプライン、水伝馬（水船・水取船）[3][4]、給水車
- ダムによる普段からの貯水・取水制限
- 雨水の利用（雨水タンク、ため池）
- 節水
  - 水分消費の少ない農作物の奨励
  - 下水を処理して再利用する中水道
  - 給水制限（減圧給水・時間給水） - 各家庭に送る圧力、給水する時間に制限をかける[5]。
  - 炭鉱では、坑内水を使用して洗濯したため白い洗い物が黒くなった[6]。
- 水源かん養保安林、植林と維持
- 人工降雨
- 海水淡水化
- 浄水/浄水場/塩素消毒/濾過
- 水質保全政策
- 上流地域と下流地域の協定
  - インダス水協定（英語版） - インド・パキスタン間
  - ファラッカ堰（英語版） - インド・バングラデシュ間で協定が組まれている。

## 各国の状況と対策

### 日本
日本では、旱魃などにより発生し、農業用水の取水制限や水道水の給水制限などが行われる。河川が少ない離島（一例として、硫黄島自衛隊基地など）や降水量の少ない瀬戸内海沿岸地域、人口が急増した福岡市などが慢性的に悩まされる問題である。
- ため池 - 全国各地
- 長距離用水路 - 愛知県愛知用水、香川県香川用水等
- ダム - 東京都小河内ダム、高知県早明浦ダム等
- 海水淡水化プラント - 沖縄県北谷町、福岡県福岡市等
- パイプライン輸送(海底送水管等) - 兵庫県赤穂市～姫路市家島町、広島県竹原市～大崎上島町等、兵庫県神戸市垂水区～淡路島(明石海峡大橋に併設)
- 節水コマの無料配布 - 福岡県福岡市等

著名な渇水
- 昭和39年東京渇水 - 1964年（昭和39年）に東京都で起きた渇水。通称「東京オリンピック渇水」「東京砂漠」。
- 昭和53-54年福岡市渇水 - 1978年（昭和53年）から1979年（昭和54年）にかけて、福岡県福岡市で起きた渇水。
- 昭和56-57年沖縄渇水 - 1981年（昭和56年）から1982年（昭和57年）にかけて、沖縄県で起きた渇水。日本で最も長い期間の給水制限が実施された。
- 平成6年渇水 - 1994年（平成6年）に起きた渇水。西日本を中心として各地で給水制限が実施された。

### アジア
中国
- 南水北調

世界最大規模の水源チベット高原を持ち、ディチュ河、メコン河、サルウィン川（怒江）、インダス川、ガンジス川などに水を供給することから世界の給水塔と呼ばれる。この上流に中国がダムを建設しており、ライフラインともいえる水を握られた川の下流のインドなどの国と国際問題となっている。
台湾
水を大量に使用する半導体工場が密集している地域で水不足が発生し、半導体会社が自ら給水車を手配して余裕のある水源から輸送して乗り切った。
旧ソビエト連邦
灌漑によってアラル海に流入する水が減少し環境破壊が引き起こされた。
イラン
灌漑などの開発によりオルーミーイェ湖に流れ込む淡水の量が減少し、かつてはカスピ海に次ぐ巨大な湖も消滅の危機を迎えていた。水を消費しない作物や農法の奨励により改善している。

### 中南米
水を多く必要とするアボカドの価格高騰により、農家がこぞって栽培し水不足が発生している。
ガリンペイロ（ポルトガル語：garimpeiro ）と呼ばれる金の違法採掘者が使用する水銀によって水質も悪化している。

### アフリカ
- ケニアの水不足（英語版）
- チャド湖、砂漠化に近い地域で灌漑により縮小がみられた。農業・放牧などの効率化などで改善
- コンゴ盆地、世界で2番目に大きな流域となっている。チャド盆地など水が不足する地域に水をひく計画などが提案されている。

## 戦略による水断ち
自然的な水不足とは異なり、籠城をしている敵軍の水源を断ち（包囲戦）、人為的に水不足にさせ、自軍の戦力を削らず、相手方の降伏を誘うために行われる（例として、野洲河原の戦いなど）。限定的空間に閉じ込められている相手に行われ、海上戦であっても、船舶に搭載されている水が枯渇するような状況を作られれば（例として、船を陸に近づけさせず、水を補給させない）、水不足となる。時間的に余裕がある状況で用いられる戦略である。